# Josef Lanc
Josef Lanc (13. srpna 1888 Třemošnice – 30. července 1974 Praha) byl československý odborář, politik a meziválečný poslanec Národního shromáždění republiky Československé.

## Biografie
Pocházel z dělnické rodiny. Vyrůstal jako sirotek. Od jedenácti let pracoval na velkostatku Kopisty u Mostu, ve věku čtrnácti let nastoupil do smaltovny v Mostu. Od šestnácti let byl havířem na dole Julius II. Když mu bylo sedmnáct let, zemřel mu dědeček a Josef se pak stal živitelem rodiny. Byl aktivní v antimilitaristickém hnutí národně sociální mládeže pod vedením Hugo Kepky. Za světové války narukoval do rakousko-uherské armády, ale roku 1917 byl coby havíř z armády propuštěn. Profesí byl horníkem. Podle údajů z roku 1935 bydlel v Mostu.
Po roce 1918 se angažoval v hornických odborech. Od roku 1922 byl členem závodní rady na dole Julius. Roku 1925 byl následně zvolen tajemníkem Jednoty horníků v Mostě.
V parlamentních volbách v roce 1925 získal za Československou stranu národně socialistickou poslanecké křeslo v Národním shromáždění. Mandát obhájil v parlamentních volbách v roce 1929 i parlamentních volbách v roce 1935. Poslanecký post si oficiálně podržel do zrušení parlamentu roku 1939, přičemž ještě v prosinci 1938 přestoupil do poslaneckého klubu nově utvořené Strany národní jednoty. V poslanecké sněmovně se zaměřoval na obhajobu práv horníků. Byl aktivní v řešení Mostecké stávky roku 1932. V dubnu 1932 žádal o vydání zákona o mimořádných opatřeních proti bezdůvodnému propouštění horníků a omezování pracovních směn. Roku 1928 předložil parlamentu návrh na zřízení fondu pro hornickou sociální péči. Podporoval myšlenku postupného znárodnění uhelných dolů a koksoven.
Během druhé světové války bydlel v Praze. Životopisný článek v Duchcovských novinách uvádí, že právě Lanc měl tehdy volně inspirovat český odboj k provedení atentátu na Heydricha v lokalitě, kde pak skutečně byl uskutečněn. Z terasy vily v ulici Pomezní bylo totiž pravidelně vidět Heydrichovu limuzínu, mířící na Pražský Hrad. V společenském rozhovoru, který vedl Lanc, řídící učitel Jan Zelenka-Hajský a mostecký učitel Roman Houska, měl Lanc prohlásit: „Tady by stačila jedna rána a byl by v Prčicích.“
Po roce 1945 Josef Lanc krátce zastával funkci místopředsedy Svazu zaměstnanců v hornictví. Brzy po únoru 1948 odešel do penze.